# Van Nispenhuis
Het Van Nispenhuis was een theater aan de Stadhouderskade 55 in Amsterdam-Zuid, De Pijp.

## Geschiedenis

### Ontstaan en bouw
Het theater ontstond als gevolg van de vele uitbreidingen van de Kapel van Sint Josephs Gezellen-Vereeniging. Deze kapel en opleidingszalen werden gebouwd aan een teruggetrokken strook grond aan die Stadhouderskade. Met de bouw van het Van Nispenhuis werd een bouwgat op nummer 55 na tachtig jaar dichtgebouwd. Het gebouw is genoemd naar Hubertus Cornelis Joseph Maria van Nispen tot Sevenaer, leider van het Kolpingnetwerk binnen Nederland. De architect George Charles François Uriot liet een gebouw plaatsen in de bouwstijl neo-gotiek.
Burgemeester Arnold Jan d'Ailly van Amsterdam was bij de opening op 27 december 1955 aanwezig om het wereldlijke karakter te ondersteunen. Hij dorst de woorden uit te spreken dat Amsterdam eigenlijk geen operagebouw (meer) nodig had.
In 1959 kwam er (alweer) een uitbreiding, toen het gebouw werd uitgebreid met een opleiding voor sportleiders, uiteraard op katholieke basis.

### Jaren zestig en zeventig
In het gebouwencomplex vonden symposia plaats zoals in 1966 die van de Nederlandse Vrouwenbeweging met een optreden van cabaratière Tonny Huurdeman. In 1968 werd de Sint Jozef Gezellenvereniging opgeheven en ging het gebouw als theater verder. In 1970 vond er een congres plaats “Kerk in de maatschappij” en was de Nederlandse Operastichting er gevestigd.
Tot 1974 was de HTS voor Elektronica te A'dam op de zolders van het Van Nispenhuis gevestigd. Dit was een privéschool met specialisatie in elektronica-onderricht op HTS-niveau, waarvan de getuigschriften door de overheid werden erkend. De directeur en eigenaar was P. van Rooijen. In 1973 werd het curriculum van de dagopleiding van de HTS voor Elektronica binnen de specialisatie elektronica van de opleiding Elektrotechniek van de HTS Alkmaar opgenomen, nadat eerder in 1972 het curriculum van de avondopleiding al grotendeels opgenomen werd binnen de avondopleiding Elektrotechniek van de HTS aan de Wiltzanghlaan in Amsterdam.

### Brand en sloop

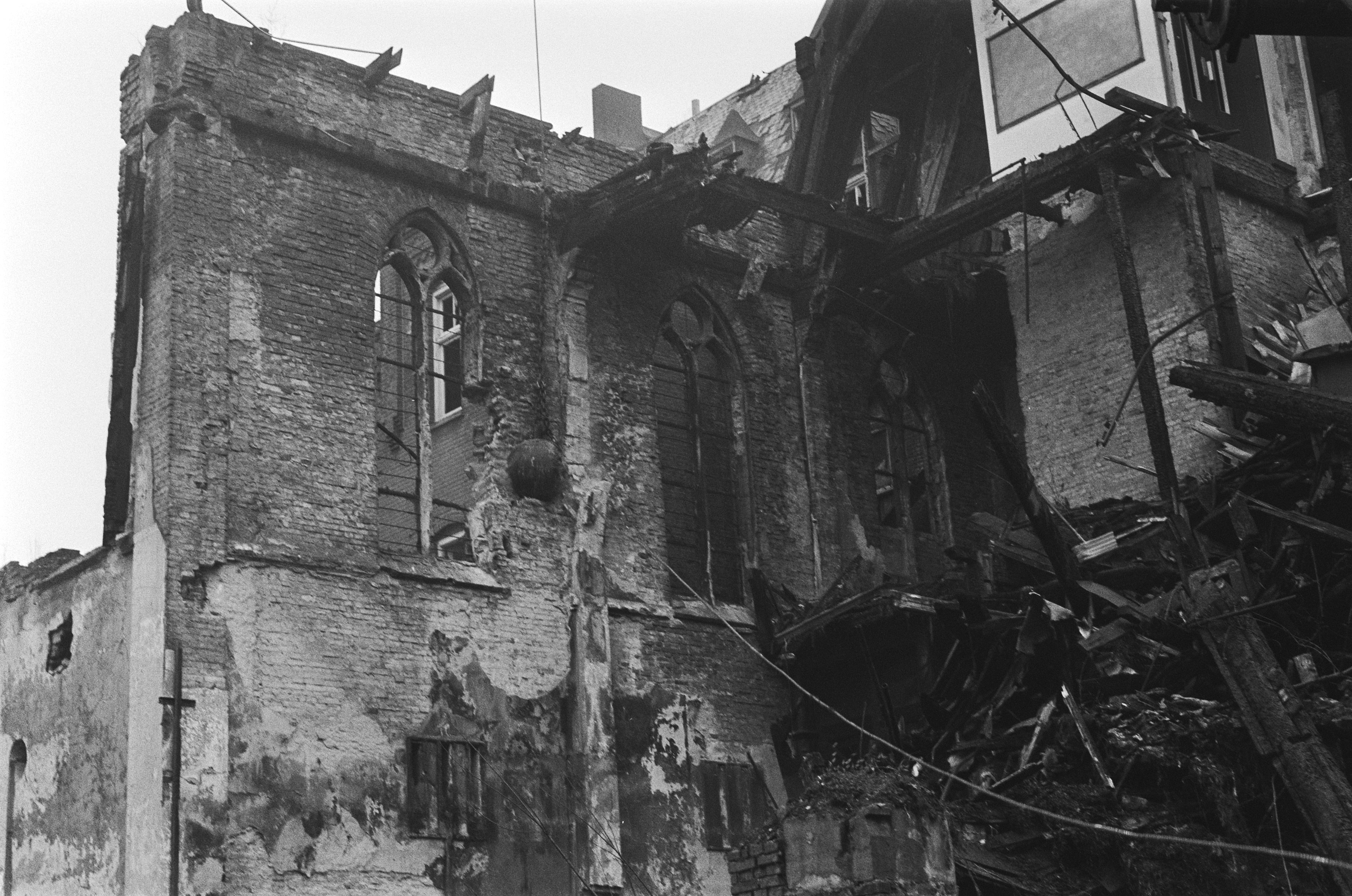
De sloop in maart 1986

Op 1 februari 1977 om 6:24 moest de brandweer uitrukken, maar kon niet voorkomen dat het gebouw grotendeels afbrandde, waarbij ook alle requisieten van de operastichting verloren gingen. Toneelgroep Globe verloor een van haar oefentheaters. Ook de Rijksakademie van beeldende kunsten verloor een behoorlijk aantal kunstschatten, die daar opgeslagen lagen.
De resten van het gebouw hebben nog enkele jaren gestaan, tot op de plek van het voormalige theater eind jaren tachtig het Willemshuis werd gebouwd, een kantoorgebouw.
Oost ·
160 ·
158 ·
157 ·
156 ·
155 ·
151-154 ·
149-150 ·
145-146 ·
142-144 ·
140-141 ·
137-139 ·
135-136 ·
130-134 ·
129 ·
128 ·
125-127 ·
123-124 ·
116-122 ·
115 ·
110-113 ·
100-101 ·
97 ·
95-96 ·
93-94 ·
92 ·
91 ·
89-90 ·
87-88 ·
86 ·
85 ·
84 ·
82-83 ·
78-79 ·
77 ·
Heineken Brouwerij ·
74 ·
72-73 ·
69-70 ·
68 ·
67 ·
65-66 ·
64 ·
62-63 ·
60-60a ·
58-59 ·
56-57 ·
Willemshuis ·
Van Nispenhuis ·
Kapel van Sint Josephs Gezellen-Vereeniging ·
54 ·
52-53 ·
47-49 ·
Carel Willinkplantsoen ·
Polderhuis ·
Ruysdaelkade 2-4 ·
Judith Leysterbrug ·
42 (Rijksmuseum) ·
40-41 ·
31-35 ·
30 ·
29 ·
Park Centraal Amsterdam ·
Stedemaagd (Vondelpark) ·
Byzantium ·
Koepelkerk ·
12 (Marriott) ·
Persilhuis ·
7 ·
5 ·
3 ·
1 ·
West